# クィズィルツ (アルマトイ州)
クィズィルツ（カザフ語: Қызылту、Qyzyltu、ロシア語: Кызылту、Kyzyltu）は、カザフスタンアルマトイ州タルガル県の村。タルガルの17km北西に位置する。
人口は、1999年は3,049人（男性1,532人、女性1,517人）、2009年は3,552人（男性1,740人、女性1,812人）となっている。
2013年1月29日に発生したSCAT航空760便墜落事故の墜落地点となった。